# Osvald
Osvald (též Oswald) je mužské křestní jméno anglosaského původu, Osweald a je složeno z termínu "os" (Bůh) a "weald" (vládnout). Starohornoněmecký ekvivalent jména byl Answald a mělo u Germánů stejný význam božský vládce.

## Osvald v jiných jazycích
- Skotsky: "Oswaeldh"
- Latinsky: "Osvaldius"

## Cizí varianty
- Osvald – chorvatsky, dánsky, gruzínsky, rusky (Освальд), srbsky (Освалд), švédsky
- Oswald – nizozemsky, polsky
- Osváldos – řecky
- Oszvald – maďarsky
- Osvaldo – italsky, portugalsky, španělsky
- Osvaldas – litevsky
- Oswaldo – španělsky

## Známí nositelé
- Oswald Avery, kanadský fyzik, zdravotní badatel a molekulární biolog
- Oswald Achenbach, německý malíř
- Oswald Balzer, polský historik
- Oswald Bölcke, německé létající eso za druhé světové války
- Oswald Demuth, český matematik
- Oswald Garrison Villard, americký novinář
- Oswald Heer, švýcarský geolog a přírodovědec
- Oswald H. Johnson, americký politik
- Oswald Lohse, německý astronom
- Oswald Mosley, britský politik a zakladatel Britské Unie fašistů
- Oswald Myconius, švýcarský teolog a stoupenec Huldrych Zwingli
- Oswald Pohl, nacistický důstojník a člen SS
- Oswald Spengler, německý historik a filozof
- Oswald Szemerényi, maďarský lingvista
- Oswald Teichmüller, německý matematik
- Oswald Tschirtner, rakouský umělec
- Oswald Veblen, americký matematik
- Oswald von Wolkenstein, skladatel
- Osvald z Worcesteru, arcibiskup v Yorku a anglosaský světec
- Oswald Northumbrijský, anglosaský král a mučedník, světec

## Fiktivní postavy
- Osvald, postava z filmů Lucie, postrach ulice a ...a zase ta Lucie!

## Osvald jako příjmení
- Adolf Svätopluk Osvald (1839-1876), slovenský spisovatel, novinář a redaktor
- Denis Oswald (* 1947), švýcarský veslař a sportovní funkcionář
- Gabriela Osvaldová, herečka, moderátorka a textařka
- Jan Oswald (1890-1970), český geolog, spisovatel a středoškolský pedagog
- Jiří Osvald (1942-2001), český orientalista (íránista) a velvyslanec v Íránu
- John Oswald (* 1953), kanadský hudební skladatel a saxofonista
- Lee Harvey Oswald (1939-1963), pachatel atentátu na prezidenta Kennedyho
- Philipp Oswald, rakouský profesionální tenista
- Richard Osvald (1845-1926), slovenský římskokatolický kněz, publicista, předseda Matice slovenské a politik
- Stephen Scot Oswald (* 1951), námořní letec a americký kosmonaut